# Куб (фільм, 2021)
Куб — японський науково-фантастичний фільм жахів 2021 року. Сценарист Кодзі Токуо; режисер Ясухіко Сімідзу. Фільм був вперше показаний в Японії 22 жовтня 2021 року.

## Про фільм
Це рімейк однойменного канадського фільму 1997 року та четверта частина серії фільмів «Куб».

## Знімались
| Актор         | Роль |
| ------------- | ---- |
| Масакі Окада  |      |
| Такумі Сайто  |      |
| Масакі Суда   |      |
| Анне Ватанабе |      |
| Котаро Йосіда |      |